# Peius
Peius ist der lateinische Ausdruck für etwas Schlechteres, Geringeres [von mehreren], hergeleitet aus der unregelmäßigen Steigerung des Adjektivs malus (= schlecht).
In der Rechtswissenschaft wird der Begriff zur Abgrenzung von einem Anspruchsziel oder zur Einordnung von Normen und Regelbereichen verwendet, der jedoch gesetzlich nicht geregelt ist.
Peius (auch: qualitative Schlechtleistung) ist ein Begriff des Gewährleistungrechts und bezeichnet den Umstand, dass der vom Verkäufer gelieferte Gegenstand zwar der richtige ist, aber im Zeitpunkt des Gefahrübergangs einen Mangel aufwies.
Liefert der Verkäufer ein Peius, stehen dem Käufer gegen diesen die Gewährleistungsrechte der § 434 Abs. 1, § 437 ff. BGB zu.
Zu unterscheiden ist der Peius vom Minus und vom Aliud. Minus (auch: Manko oder quantitative Schlechtleistung) bezeichnet den Umstand, dass der vom Verkäufer gelieferte Gegenstand zwar der richtige ist, aber im Zeitpunkt des Gefahrübergangs eine zu geringe Menge aufwies. Aliud, dass der vom Verkäufer gelieferte Gegenstand der falsche ist.
Seit der Schuldrechtsmodernisierung 2002 stellt der § 434 Abs. 5 BGB die Minus- und die Aliud-Lieferung im Kaufrecht der Peius-Lieferung rechtlich gleich.